# Sphenarches
Sphenarches is een geslacht van vlinders uit de familie van de vedermotten (Pterophoridae).
De typesoort van het geslacht is Sphenarches synophrys Meyrick, 1886

## Soorten
- S. anisodactyla (Walker, 1864)
- S. bifurcatus Gielis, 2009
- S. bilineatus Yano, 1963
- S. caffer (Zeller, 1851)
- S. cafferoides Gibeaux, 1996
- S. gilloni Bigot & Boireau, 2006
- S. mulanje Kovtunovich & Ustjuzhanin, 2014
- S. ontario McDunnough, 1926
- S. synophrys
- S. zanclistes (Meyrick, 1905)